# Diocèse de Karlstad
 (novembre 2023).
Si vous disposez d'ouvrages ou d'articles de référence ou si vous connaissez des sites web de qualité traitant du thème abordé ici, merci de compléter l'article en donnant les références utiles à sa vérifiabilité et en les liant à la section « Notes et références ».
Le diocèse de Göteborg est un diocèse de l'Église luthérienne de Suède. Son siège épiscopal se situe à la Cathédrale de Karlstad.
Son territoire s'étend sur la majeure partie des comtés de Värmland et l'ouest du Västra Götaland (ses limites datent de 1693).